# Toni Damigella
Antoinette Helen „Toni“ Damigella (* 19. Juli 1966 in Quincy, Massachusetts) ist eine ehemalige US-amerikanische Rennrodlerin.
Damigella wurde 1982 mit 16 Jahren ins US-amerikanische Rodelteam berufen. In diesem und dem darauf folgenden Jahr wurde sie jeweils Dritte bei den nationalen Meisterschaften. 1983 trat sie ebenfalls bei den Weltmeisterschaften in Lake Placid an. Dort belegte sie den neunten Platz. Damit qualifizierte Damigella sich für die Olympischen Winterspiele 1984 in Sarajevo, wo sie Rang 20 erreichte.
Nach ihrer aktiven Karriere zog Damigella nach Florida, wo sie als Investmentberaterin und Immobilienmaklerin arbeitete.